# Rhopalaea desme
Rhopalaea desme is een zakpijpensoort uit de familie van de Diazonidae. De wetenschappelijke naam van de soort werd in 2003 voor het eerst geldig gepubliceerd door Françoise Monniot.